# ألاسان ندياي
ألاسان ندياي (بالفرنسية: Alassane N'Diaye) هو لاعب كرة قدم سنغالي وفرنسي في مركز الهجوم، ولد في 14 يونيو 1991 في ليموج في فرنسا. لعب مع ستاد لافال وسي أ باستيا ونادي أرليه أفينيون ونادي ستراسبورغ ونادي نيور.

## وصلات خارجية
- ألاسان ندياي على موقع قاعدة بيانات كرة القدم.إي يو (الإنجليزية)
- ألاسان ندياي على موقع ليكيب (الفرنسية)
- ألاسان ندياي على موقع Soccerway.com (الإنجليزية)
- ألاسان ندياي على موقع عالم كرة القدم.نت (الإنجليزية)
- ألاسان ندياي على موقع GSA (الإنجليزية)